# Defense Grid 2
Defense Grid 2 est un jeu vidéo de type tower defense développé par Hidden Path Entertainment et édité par 505 Games, sorti en 2014 sur Windows, Mac, PlayStation 4 et Xbox One.
Il fait suite à Defense Grid: The Awakening.

## Doublage
- Commandant Simon : Alan Tudyk (VO) / Patrice Baudrier (VF)
- Colonel Rissler : Dave Mitchel (VO) / Patrick Borg (VF)
- Amiral Philips : Dee Bradley Baker (VO) / Pascal Germain (VF)
- Général Cai : Ellen Dubin (VO) / Marie Gamory (VF)
- Conseiller Zacara : Jennifer Hale (VO) / Juliette Degenne (VF)
- Général Fletcher : Jim Ward (VO) / Paul Borne (VF)
- Professeur Briel : Kari Wahlgren (VO) / Maïté Monceau (VF)
- Professeur Taylor : Steven Dengler (VO) / Bruno Magne (VF)

## Accueil
- Canard PC : 7/10[1]